# 10 Horas de Suzuka

Circuito de Suzuka.

Las 10 Horas de Suzuka, anteriormente 1000 km de Suzuka, es una carrera anual de resistencia celebrada en el circuito de Suzuka. A lo largo de su historia ha pertenecido a campeonatos como el Japonés de Sport Prototipos, Mundial de Sport Prototipos, Super GT, o actualmente Intercontinental GT Challenge.
En ciertos años, se produce algún cambio en la longitud carrera, la carrera de Super GT 2009 se redujo a 700 km, como una medida contra el aumento de los coste y las emisiones de dióxido de carbono, en parte debido a la crisis económica, por ejemplo, la edición de 2010 también fue de 700 kilómetros, y en 2011 se sustituye por los 500 kilómetros de Suzuka. Para 2012, la carrera volvió a ser un evento de 1000 km. Desde 2018, debido a la incorporación de la carrera al Intercontinental GT Challenge, la carrera consta de 10 horas de duración.
Un piloto tiene el récord de cuatro victorias en este eventos eventos: Kunimitsu Takahashi (1973, 1984, 1985, 1989).

## Ganadores
| Año  | Pilotos                                                  | Automóvil                | Campeonato                    | Distancia |
| ---- | -------------------------------------------------------- | ------------------------ | ----------------------------- | --------- |
| 1966 | Sachio Fukuzawa Tomohiko Tsutsumi                        | Toyota 2000GT            | -                             | 500 km    |
| 1967 | Shintaro Taki Kenjiro Tanaka                             | Porsche 906              | -                             | 12 horas  |
| 1968 | Sachio Fukuzawa Hiroshi Fushida                          | Toyota 7                 | -                             | 1000 km   |
| 1969 | Tomohiko Tsutsumi Jiro Yoneyama                          | Porsche 906              | -                             | 12 horas  |
| 1970 | Kawakami Nishino Koji Fujita                             | Nissan Fairlady Z        | -                             | 1000 km   |
| 1971 | Yoshimasa Kawaguchi Hiroshi Fushida                      | Porsche 910              | -                             | 1000 km   |
| 1972 | Harukuni Takahashi Kenichi Takeshita                     | Toyota Celica 1600GT-R   | -                             | 1000 km   |
| 1973 | Kunimitsu Takahashi Kenji Tohira                         | Nissan Fairlady Z        | -                             | 1000 km   |
| 1980 | Hironobu Tatsumi Naoki Nagasaka                          | March 75S-Mazda          | -                             | 1000 km   |
| 1981 | Bob Wollek Henri Pescarolo                               | Porsche 935 K3           | -                             | 1000 km   |
| 1982 | Naohiro Fujita Naoki Nagasaka                            | BMW M1                   | -                             | 1000 km   |
| 1983 | Naohiro Fujita Vern Schuppan                             | Porsche 956              | JSPC                          | 1000 km   |
| 1984 | Kunimitsu Takahashi Kenji Takahashi Geoff Lees           | Porsche 956              | JSPC                          | 1000 km   |
| 1985 | Kunimitsu Takahashi Kenji Takahashi                      | Porsche 962C             | JSPC                          | 1000 km   |
| 1986 | Jiro Yoneyama Hideki Okada Tsunehisa Asai                | Porsche 956              | JSPC                          | 1000 km   |
| 1987 | Geoff Lees Masanori Sekiya Hitoshi Ogawa                 | Toyota 87C               | JSPC                          | 1000 km   |
| 1988 | Hideki Okada Stanley Dickens                             | Porsche 962C             | JSPC                          | 1000 km   |
| 1989 | Kunimitsu Takahashi Stanley Dickens                      | Porsche 962C             | JSPC                          | 1000 km   |
| 1990 | Kazuyoshi Hoshino Toshio Suzuki                          | Nissan R90CP             | JSPC                          | 1000 km   |
| 1991 | Roland Ratzenberger Pierre-Henri Raphanel Naoki Nagasaka | Toyota 91C-V             | JSPC                          | 1000 km   |
| 1992 | Derek Warwick Yannick Dalmas                             | Peugeot 905 Evo 1B       | WSC                           | 1000 km   |
| 1993 | Takao Wada Toshio Suzuki                                 | Nissan R92CP             | JGTC                          | 1000 km   |
| 1994 | Jean-Pierre Jarier Bob Wollek Jesús Pareja               | Porsche 911 Turbo S LMGT | BPR GT                        | 1000 km   |
| 1995 | Ray Bellm Maurizio Sandro Sala Masanori Sekiya           | McLaren F1 GTR           | BPR GT                        | 1000 km   |
| 1996 | Ray Bellm James Weaver J. J. Lehto                       | McLaren F1 GTR           | BPR GT                        | 1000 km   |
| 1997 | Alessandro Nannini Marcel Tiemann                        | Mercedes-Benz CLK GTR    | FIA GT                        | 1000 km   |
| 1998 | Bernd Schneider Mark Webber                              | Mercedes-Benz CLK LM     | FIA GT                        | 1000 km   |
| 1999 | Osamu Nakako Ryo Michigami Katsutomo Kaneishi            | Honda NSX GT500          | -                             | 1000 km   |
| 2000 | Juichi Wakisaka Katsutomo Kaneishi Daisuke Ito           | Honda NSX GT500          | -                             | 1000 km   |
| 2001 | Hironori Takeuchi Yuji Tachikawa Shigekazu Wakisaka      | Toyota Supra GT500       | -                             | 1000 km   |
| 2002 | Juichi Wakisaka Akira Iida Shigekazu Wakisaka            | Toyota Supra GT500       | -                             | 1000 km   |
| 2003 | Ryo Michigami Sébastien Philippe                         | Honda NSX GT500          | -                             | 1000 km   |
| 2004 | Ryo Michigami Sébastien Philippe Daisuke Ito             | Honda NSX GT500          | -                             | 1000 km   |
| 2005 | André Couto Ronnie Quintarelli Hayanari Shimoda          | Toyota Supra GT500       | -                             | 1000 km   |
| 2006 | Benoît Tréluyer Kazuki Hoshino Jérémie Dufour            | Nissan Fairlady Z GT500  | Super GT                      | 1000 km   |
| 2007 | André Lotterer Juichi Wakisaka Oliver Jarvis             | Lexus SC430 GT500        | Super GT                      | 1000 km   |
| 2008 | Tsugio Matsuda Sébastien Philippe                        | Nissan GT-R GT500        | Super GT                      | 1000 km   |
| 2009 | Hiroaki Ishiura Kazuya Oshima                            | Lexus SC430 GT500        | Super GT                      | 700 km    |
| 2010 | Ralph Firman Yuji Ide Takashi Kobayashi                  | Honda HSV-010 GT GT500   | Super GT                      | 700 km    |
| 2011 | Takashi Kogure Loïc Duval                                | Honda HSV-010 GT GT500   | Super GT                      | 500 km    |
| 2012 | Masataka Yanagida Ronnie Quintarelli                     | Nissan GT-R GT500        | Super GT                      | 1000 km   |
| 2013 | Naoki Yamamoto Frédéric Makowiecki                       | Honda HSV-010 GT GT500   | Super GT                      | 1000 km   |
| 2014 | Kazuki Nakajima James Rossiter                           | Lexus RC F GT500         | Super GT                      | 1000 km   |
| 2015 | Daisuke Ito James Rossiter                               | Lexus RC F GT500         | Super GT                      | 1000 km   |
| 2016 | Yuji Tachikawa Hiroaki Ishiura                           | Lexus RC F GT500         | Super GT                      | 1000 km   |
| 2017 | Bertrand Baguette Kosuke Matsuura                        | Honda NSX-GT GT500       | Super GT                      | 1000 km   |
| 2018 | Maro Engel Raffaele Marciello Tristan Vautier            | Mercedes-AMG GT3         | Intercontinental GT Challenge | 10 horas  |
| 2019 | Dries Vanthoor Kelvin van der Linde Frédéric Vervisch    | Audi R8 LMS GT3          | Intercontinental GT Challenge | 10 horas  |

## Estadísticas

### Constructores con más títulos
| N.º | Constructor | Victorias | Años                                                             |
| --- | ----------- | --------- | ---------------------------------------------------------------- |
| 1   | Porsche     | 11        | 1967, 1969, 1971, 1981, 1983, 1984, 1985, 1986, 1988, 1989, 1994 |
| 2   | Toyota      | 8         | 1966, 1968, 1972, 1987, 1991, 2001, 2002, 2005                   |
| 2   | Honda       | 8         | 1999, 2000, 2003, 2004, 2010, 2011, 2013, 2017                   |
| 3   | Nissan      | 7         | 1970, 1973, 1990, 1993, 2006, 2008, 2012                         |
| 4   | Lexus       | 5         | 2007, 2009, 2014, 2015, 2016                                     |
| 5   | Mercedes    | 3         | 1997, 1998, 2018                                                 |
| 6   | McLaren     | 2         | 1995, 1996                                                       |
| 8   | March       | 1         | 1974                                                             |
| 8   | BMW         | 1         | 1982                                                             |
| 8   | Peugeot     | 1         | 1992                                                             |
| 8   | Audi        | 1         | 2019                                                             |